# Bernard Labourdette
Pour les articles homonymes, voir Labourdette.
Bernard Labourdette, né le 13 août 1946 à Lurbe-Saint-Christau et mort le 20 juillet 2022 dans la même commune, est un coureur cycliste français. Il est professionnel de 1969 à 1976.

## Palmarès

### Palmarès amateur
- 1964
  - Tour du Béarn
- 1965
  - Grand Prix des Fêtes de Cénac-et-Saint-Julien
  - Circuit des Vins du Blayais
  - Une étape du Tour d'Aragon
  - 2e du Tour d'Aragon
- 1967
  - Trois Jours de Saragosse :
    - Classement général
    - 1re et 2e étapes

  - Tour du Pays d'Olmes :
    - Classement général
    - 2e étape (contre-la-montre)

  - Une étape du Tour d'Aragon
  - Grand Prix de la Tomate
  - 2e du Grand Prix des Fêtes de Cénac-et-Saint-Julien
  - 2e du championnat d'Aquitaine
  - 3e du Grand Prix d'Oradour-sur-Vayres
- 1968
  - Grand Prix de la Tomate
  - 1re étape du Tour du Roussillon
  - 2e du Tour des Landes
- 1977
  - Boucles du Tarn
- 1978
  - 2e du Grand Prix des Fêtes de Cénac-et-Saint-Julien
  - 3e des Boucles de la Cère

### Palmarès professionnel
- 1970
  - 2eb étape du Tour de La Rioja (contre-la-montre)
  - 3e du Tour de Catalogne
  - 3e de la Poly béarnaise
- 1971
  - 3e étape du Grand Prix d'Eibar
  - 3e étape du Critérium du Dauphiné libéré 
  - 16ea étape du Tour de France
  - 2e du Tour de Catalogne
  - 2e de la Route nivernaise
  - 2e de Nice-Seillans
  - 8e du Tour de France
- 1972
  - Classement général de l'Étoile des Espoirs
  - 1re étape de la Course de côte du mont Chauve
  - 10e du Tour d'Espagne
- 1973
  - Prologue du Critérium du Dauphiné libéré (contre-la-montre par équipes)
  - 3e du Grand Prix d'Aix-en-Provence
- 1974
  - 10e de la Semaine catalane
- 1975
  - 2e du Tour méditerranéen
  - 2e de la Polymultipliée
- 1976
  - 2e de l'Étoile de Bessèges
  - 8e du Grand Prix du Midi libre

## Résultats sur les grands tours

### Tour de France
8 participations
- 1969 : 25e
- 1970 : 33e
- 1971 : 8e, vainqueur de la 16e étape
- 1972 : abandon (13e étape)
- 1973 : 21e
- 1974 : 20e
- 1975 : abandon (11e étape)
- 1976 : 41e

### Tour d'Espagne
4 participations
- 1970 : non partant (16e étape)
- 1971 : 17e
- 1972 : 10e
- 1973 : 14e